# Lum Pao-Hua
 (octobre 2017).
Dans ce nom chinois, le nom de famille, Lum, précède le nom personnel.
Lum Pao-Hua, né le 11 mars 1906 à Adélaïde et décédé le 18 juillet 1965 à Hong Kong, est un joueur de tennis, australien puis chinois. Il est aussi connu sous les noms suivants : Lum Bo-Wah, Gordon Lum (nom occidentalisé), Stanley Gordon Lum ou encore Gordon Lum Bo Wah.

## Biographie
Lum Pao-Hua est né à Adélaïde d'un père marchand à Melbourne, Lum Yow (puis Stephen Lum) et de Matilda Patience Pang. Ils se sont mariés en 1905 et sont décédés respectivement en 1925 et 1922. Ses parents ont immigré en Australie afin de créer le premier journal australien en langue chinoise. Il a deux sœurs appelées Berenice et Vivian ainsi que deux enfants, un fils Raymond avec sa première femme May Lang et une fille Lillian. Il a étudié au Scotch College de Melbourne. Avec sa femme, il côtoie à Tientsin puis à Shanghai de nombreuses personnalités locales, ce qui l'amène à jouer au tennis avec le dernier empereur de Chine Pu Yi (dans Le Dernier Empereur de Bertolucci, on peut voir une scène dans laquelle Pu Yi joue en double mixte dans la Cité interdite contre Lum, sans que ce dernier ne soit nommé).
Après une belle carrière junior et de nombreuses victoires comme contre Jack Crawford (6-3, 3-6, 6-0) ou encore Jack Cummings (Melbourne en novembre 1925), il atteint la place de no 7 Australien. Le joueur de football Chinois Lee Wai Tong l'incite à s'installer à Shanghai en 1927 pour y poursuivre sa carrière dans les rangs de l'équipe de Chine. En 1929, il est radié par sa fédération pour deux raisons : ne pas avoir terminé un match exhibition contre le Singapourien Lim Bong-Soo sous prétexte de la fatigue du voyage, puis avoir évité de jouer contre le Malaisien Hooi-Hye Khoo qu'il avait pourtant battu lors Jeux de l'Extrême-Orient et ensuite avoir envoyé un classement au magazine Américain Lawn Tennis en se plaçant au-dessus de Hooi-Hye. Lum se défend en déclarant être meilleur que lui car il a été classé numéro sept en Australie et a remporté en Amérique trois championnats d'État et a été finaliste dans quatre autres sur un total de 10 tournois où il a joué. Il ne rejouera en Coupe Davis qu'en 1936.
Pendant la Seconde guerre sino-japonaise, son meilleur ami est torturé à mort et il ne devra son salut qu'à un Général Japonais qui souhaitait recevoir des cours de tennis de sa part. Il fuit ensuite à Hong Kong lors de l'arrivée des communistes en 1949. Sa femme décède peu après d'un cancer et il se remarie avec Isabel Choi. Il décède d'une crise cardiaque en 1965 lors d'un voyage d'affaires à Hong Kong. Il habite à cette époque à Sabah au nord de l'ile de Bornéo.

## Carrière
Il a obtenu une médaille d'or en double lors des Jeux de l'Extrême-Orient en 1927 avec Hooi-Hye Khoo. En 1930, lors de ces Jeux, il perd un match face au champion Japonais Jirō Sato.
Il joue à l'Open d'Australie en 1926 et 1927, année où il perd en quart de finale face à l'Australien Jim Willard tête de série no 2 (6-2, 6-0, 6-4). Il bat en huitième Jack Cummings (finaliste en 1928), no 6 sur le score de 6-2, 6-1, 3-6, 6-1. Selon le site officiel de l'Open d'Australie, il aurait perdu en huitièmes contre Jack Cummings et c'est ce dernier qui aurait perdu en quart contre Willard. En double, il passe un tour avec l'Australien Rhys Gemmell, ils perdent contre Leonce Aslangul et Richard Schlesinger.
En 1936, il perd au premier tour en simple à Roland Garros contre le Pierre Goldschmidt (5-7, 6-0, 6-1, 6-1), et en double avec Kho Sin-Khie contre Yvon Petra et Pierre Pellizza (6-2, 3-6, 6-1, 6-1). À Wimbledon, il s'incline au même stade de la compétition contre le tchécoslovaque Josef Siba (6-2, 6-2, 6-2). En double, ils sont battus au deuxième tour par les têtes de série n°1, Jack Crawford et Adrian Quist.
Il joue deux rencontres de Coupe Davis en 1928 et 1936 respectivement contre les États-Unis à Kansas City et la France au stade de Roland Garros. Il joue en double avec Paul Kong et Kho Sin-Khie. Il comptabilise 2 défaites en simple (John Hennessey et George Lott) et 2 en double (Bill Tilden/Wilbur Coen et Jean Borotra/Marcel Bernard). Hennessey le bat en 50 minutes (6-3, 6-1, 6-0) tandis que Lott bat Kong en 1 heure (6-0, 6-0, 6-0). En 1928, il est capitaine de l'équipe.